# پنجاب (کشتی)
پنجاب (انگلیسی: Punjaub) یک ناوچه بخار-بادبانی دارای چرخ‌های پارویی بود که برای نیروی دریایی هند تحت اداره کمپانی هند شرقی ساخته شد.
این کشتی در کارخانه کشتی‌سازی بمبئی توسط کورسِت‌جی رستم‌جی و بر اساس طراحی الیور لاینگ ساخته شد. پس از به آب‌اندازی در ۲۱ آوریل ۱۸۵۴، در بمباران بوشهر طی جنگ ایران و انگلستان شرکت داشت. پس از ادغام نیروی دریایی هند در نیروی دریایی سلطنتی بریتانیا، این کشتی به‌عنوان مازاد بر نیاز فروخته شد.
پنجاب توسط مالک خطوط کشتیرانی جوک ویلیس خریداری شد، نام آن به The Tweed تغییر یافت و به‌طور کامل به کشتی بادبانی تبدیل شد. در ۱۸ ژوئیه ۱۸۸۸، کشتی در نزدیکی خلیج الگوا دچار سانحه و دکل‌های آن شکسته شد. کشتی به ساحل کشیده شد، اما در اثر طوفان بعدی به گل نشست و آسیب آن غیرقابل تعمیر تشخیص داده شد.
ویلیس این کشتی را بسیار سریع می‌دانست. اگرچه توئید برای تجارت چای بیش از حد بزرگ بود، اما او سه کشتی کلیپر را بر اساس طراحی بدنه آن سفارش داد: کاتی سارک، بلک‌ادر و هالووین.

## طراحی و ساخت
پنجاب یکی از دو ناوچه آخری بود که برای نیروی دریایی هند ساخته شد و خواهرکشتی آن، Assaye، نیز هم‌زمان ساخته شد. پنجاب در مجموع کمی طولانی‌تر از آسایی بود و یک ماه دیرتر به آب انداخته شد. طراحی این کشتی به الیور لاینگ نسبت داده می‌شود، اما باور بر این است که از خطوط طراحی یک ناوچه قدیمی فرانسوی الهام گرفته شده است. استادکار کشتی‌ساز در این کارخانه، کورسِتجی روستومجی، پنجمین نسل از خانواده‌ای بود که این کارخانه را اداره می‌کرد و به ساخت کشتی‌های مستحکم و سریع شهرت داشت.
این کشتی‌ها به‌طور کامل از چوب ساج مالابار ساخته شدند. هر کشتی دارای دو موتور کمکی بود که یک چرخ پارویی در هر طرف بدنه را به حرکت درمی‌آورد. اگرچه این سیستم امکان حرکت در برابر باد را فراهم می‌کرد، اما چرخ‌های پارویی هنگام استفاده از بادبان باعث کاهش سرعت کشتی می‌شدند. در این دوره، به‌دلیل هزینه بالا و دشواری تأمین زغال‌سنگ، معمولاً زغال را برای استفاده‌های موردی ذخیره می‌کردند. تجهیز کامل کشتی به‌دلیل انتظار برای دریافت موتورهای ارسالی از بریتانیا با تأخیر مواجه شد.
در ۱ نوامبر، بمبئی درگیر یک طوفان شدید شد که سقف ساختمان‌ها را کند، پنج کشتی بادبانی، سه کشتی بخار و ۱۴۲ کشتی کوچک دیگر را به ساحل کوبید. Assaye در این طوفان بوسپریت خود را از دست داد، که در اثر برخورد به دیوارهای قلعه شکسته شد.

## تاریخچه در هند

### در جنگ کریمه
فرمانده نخستین این کشتی، جان و. یانگ، در ۲ ژانویه ۱۸۵۵ فرماندهی آن را بر عهده گرفت. در این زمان، بریتانیا در جنگ با روسیه بود و کشتی مأمور شد که نیمی از هنگ دهم هوسارها را به کریمه منتقل کند تا در محاصره سباستوپول شرکت کنند. در شش روز، کشتی برای حمل ۲۵۰ اسب تجهیز شد. در ۹ ژانویه، به‌همراه ناوچه بخار Aukland، کشتی بخار Victoria و کشتی بادبانی Sultan که باقی هنگ را حمل می‌کرد، به سوی سوئز حرکت کرد. یک گروه دیگر از کشتی‌ها شامل Queen, Precursor, Earl of Claire, Earl Grey و Jessica نیز بخشی از هنگ دوازدهم لانسرها را از بمبئی منتقل کردند، در حالی که بخش دیگری از این هنگ توسط Assaye و Semiramis از مانگالور حمل شد.
پنجاب به‌عنوان یک کشتی سریع شناخته شد و مجبور بود برای هماهنگ شدن با دیگر کشتی‌ها، بخشی از بادبان‌های خود را ببندد و از نیروی بخار استفاده نکند. فرمانده یانگ و افسر اول، ستوان وورسلی، در گزارش‌های جنگی به‌دلیل کارآمدی خود در عملیات حمل‌ونقل ذکر شدند.

### در جنگ ایران و انگلیس
در ۱۱ مه، فرمانده مونتریو به‌عنوان فرمانده منصوب شد، اما چون او همچنین مسئول امور بندری بود، فرماندهی عملی به ستوان الکساندر فولرتون واگذار شد. پنجاب بخشی از یک ناوگان ۹ کشتی جنگی به فرماندهی دریاسالار سر هنری لیک بر عرشه Assaye بود که مأموریت داشت نیرویی را در خلیج هلیله پیاده کند تا در جنگ ایران و انگلیس شرکت کند. شش کشتی بخار و ۲۳ کشتی بادبانی نیز برای انتقال ۵۶۷۰ سرباز، ۳۷۵۰ غیرنظامی، ۱۱۵۰ اسب و ۴۳۰ گاو بارکش به این عملیات اختصاص داده شدند.
نیروی اصلی در حدود ۱۰ نوامبر از بمبئی حرکت کرد و در ۲۴ نوامبر به سایر نیروها در نزدیکی بندر عباس پیوست. نیروها در ۶ دسامبر تحت پوشش آتش توپخانه کشتی‌های جنگی در ساحل پیاده شدند.
عملیات به‌دلیل کمبود قایق‌های پیاده‌سازی توپخانه و حیوانات با مشکلاتی مواجه شد، اما در مدت دو روز، یک پایگاه ساحلی ایجاد شد و نیروها به سمت روستا و قلعه ریشهر، در فاصله ۴٫۵ مایلی، پیشروی کردند. جنگ به‌صورت خانه‌به‌خانه ادامه یافت، اما نیروهای ایرانی در ۹ دسامبر از روستا عقب‌نشینی کردند.
صبح روز بعد، حمله به بوشهر آغاز شد. کشتی‌های جنگی تا حد ممکن به ساحل نزدیک شدند تا شهر را گلوله‌باران کنند، اما در زمان عقب‌نشینی، برخی از کشتی‌ها به‌دلیل جزر و مد به گل نشستند. توپخانه مدافعان عموماً قدرت کمتری داشت، اما برخی از کشتی‌های نزدیک آسیب دیدند. پرچم بریتانیا در ساعت ۵:۳۰ عصر بر فراز اقامتگاه برافراشته شد و فرماندار بوشهر و زندانیان مهم به عرشه پنجاب منتقل شدند. پنجاب و Assaye سپس به بمبئی بازگشتند.
در مسیر بازگشت، خبری مبنی بر تجمع ۳۰۰۰ نیروی ایرانی برای حمله به پایگاه کیش دریافت شد. دو کشتی مسیر خود را تغییر دادند و نیروی گردآمده را گلوله‌باران کردند. سپس، زندانیان به Assaye منتقل شدند و پنجاب برای دفاع از کیش باقی ماند.

### شورش هند در ۱۸۵۷
در طول شورش هند (۱۸۵۷), پنجاب نیروهایی را برای سرکوب یک مستعمره شورشی جابه‌جا کرد. بخشی از خدمه این ناوچه در مأموریت‌های زمینی شرکت کردند. بین ۲۵ مه تا ۱۴ ژوئن، کشتی در کلکته برای دستگیری آخرین نواب اوده، واجد علی شاه، فعالیت داشت و در ۲۲ نوامبر ۱۸۵۷، از شهر داکا در برابر نیروهای شورشی محافظت کرد.

## بازسازی و تغییر نام بهتوئید
در سال ۱۸۶۲، نیروی دریایی تصمیم گرفت که هر دو کشتی پنجاب و Assaye را جایگزین کند. در ۸ فوریه، Punjaub و در ۳۱ مارس، Assaye به سوی انگلستان حرکت کردند. پس از رسیدن، مشخص شد که این کشتی‌ها برای نیروی دریایی سلطنتی مازاد بر نیاز هستند و در سال ۱۸۶۳ به مالک جدید، جان «جوک» ویلیس، فروخته شدند. ویلیس، تاجر برجسته کشتی‌رانی و بنیان‌گذار شرکت جان ویلیس و پسران در لندن بود که با نام «خط کشتی‌رانی جوک ویلیس» نیز شناخته می‌شد.

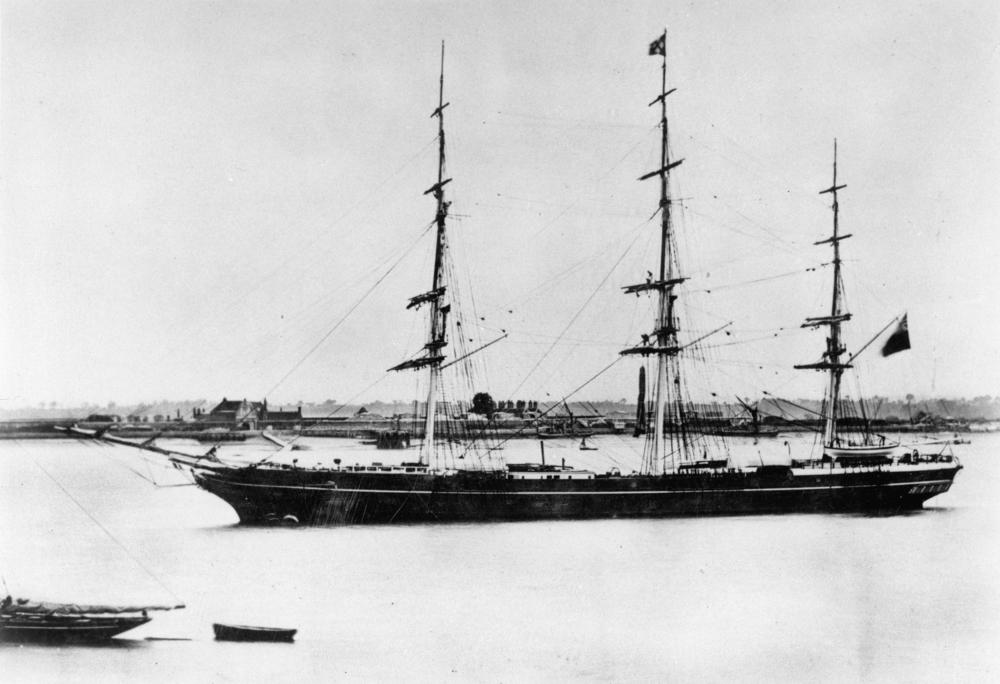
The Tweed پهلو گرفته در رود تیمز

جوک ویلیس آسایی را با سود فروخت و پنجاب را به یک کلیپر تبدیل کرد. او موتورهای کشتی را از آن خارج کرده و نام آن را به The Tweed تغییر داد که برگرفته از رود توئید در زادگاهش، برویک‌شر در مرز اسکاتلند و انگلستان بود. همچنین، برای این کشتی یک مجسمه جدید در جلوی کشتی طراحی شد که شخصیت Tam O'Shanter از شعر رابرت برنز را نشان می‌داد.
این کلیپر جدید، به همراه Assaye و Cospatrick، در ماه مه ۱۸۶۴ توسط دولت بریتانیا برای کابل‌گذاری تلگراف در خلیج فارس استخدام شد.
جوک ویلیس سپس The Tweed را به یکی از ماهرترین افسرانش، کاپیتان ویلیام استوارت، سپرد که توانست بهترین عملکرد را از این کشتی بگیرد. از سال ۱۸۶۳ تا ۱۸۷۷، The Tweed سفرهای متعددی بین لندن و مستعمرات انجام داد، رکوردهایی را شکست و سود زیادی برای شرکت به ارمغان آورد.